# 史密斯伯勒 (密蘇里州)
史密斯伯勒（英語：Smithboro）是位於美國密蘇里州雷諾茲縣的非建制地區。

## 歷史
史密斯伯勒的郵局於1901年設立，其後於1909年停運。

## 地理
史密斯伯勒所處的海拔為高於海平面197米（即646英呎），而該地所採用的時區為UTC-6，即北美中部時區（CST）。同時該地設有夏令時間，為UTC-6調快一小時，即UTC-5（CDT）。